# Primera fila: La Guzmán
Primera fila: La Guzmán es el cuarto álbum en vivo y el decimoséptimo en general de la cantante mexicana Alejandra Guzmán. Fue grabado en vivo y publicado el 3 de diciembre de 2013 por Sony Music México. Recibió tres discos de oro y dos de platino.

## Lista de canciones
Todas las canciones escritas por A. Guzmán, excepto donde se indica.

| Standard edition |                                             |                              |          |  |
| N.º              | Título                                      | Escritor(es)                 | Duración |  |
| 1.               | «Como ladrones»                             |                              | 4:00     |  |
| 2.               | «Volveré a amar»                            | Desmond Child, Richie Supa   | 3:53     |  |
| 3.               | «Quítatelo» (con Beatriz Luengo)            |                              | 3:40     |  |
| 4.               | «Yo no soy de nadie» (con Fonseca)          |                              | 2:59     |  |
| 5.               | «Eternamente bella»                         |                              | 3:26     |  |
| 6.               | «Yo te esperaba»                            |                              | 3:45     |  |
| 7.               | «Aunque me mientas» (con Dani Martín)       |                              | 3:18     |  |
| 8.               | «Para mi»                                   |                              | 3:47     |  |
| 9.               | «Volverte a amar»                           | Guzmán, Mario Domm           | 4:02     |  |
| 10.              | «Desde que te fuiste»                       |                              | 3:27     |  |
| 11.              | «All Along the Watchtower» (con Draco Rosa) | Bob Dylan                    | 3:06     |  |
| 12.              | «Mi peor error»                             | Pablo Preciado, Román Torres | 3:59     |  |
| 13.              | «Hacer el amor con otro»                    |                              | 5:18     |  |
| 14.              | «Mírala, míralo»                            |                              | 4:32     |  |
| 15.              | «Libre»                                     |                              | 4:56     |  |

| Deluxe edition |                                                              |                  |          |  |
| N.º            | Título                                                       | Escritor(es)     | Duración |  |
| 16.            | «Entre los dos»                                              |                  | 3:34     |  |
| 17.            | «Yo no soy de nadie» (con Margarita "La Diosa de la Cumbia") |                  | 2:45     |  |
| 18.            | «Mi peor error [Remix]» (con Yandel)                         | Preciado, Torres | 3:13     |  |

| DVD (Deluxe edition) |                                             |          |  |
| N.º                  | Título                                      | Duración |  |
| 1.                   | «Como Ladrones»                             |          |  |
| 2.                   | «Volveré a amar»                            |          |  |
| 3.                   | «Quítatelo» (con Beatriz Luengo)            |          |  |
| 4.                   | «Entre los dos»                             |          |  |
| 5.                   | «Yo no soy de nadie» (con Fonseca)          |          |  |
| 6.                   | «Eternamente bella»                         |          |  |
| 7.                   | «Yo te esperaba»                            |          |  |
| 8.                   | «Aunque me mientas» (con Dani Martín)       |          |  |
| 9.                   | «Para mi»                                   |          |  |
| 10.                  | «Volverte a amar»                           |          |  |
| 11.                  | «Desde que te fuiste»                       |          |  |
| 12.                  | «All Along the Watchtower» (con Draco Rosa) |          |  |
| 13.                  | «Mi peor error»                             |          |  |
| 14.                  | «Hacer el amor con otro»                    |          |  |
| 15.                  | «Mírala, míralo»                            |          |  |
| 16.                  | «Libre»                                     |          |  |
| 17.                  | «Mi peor error [Acústica]»                  |          |  |
| 18.                  | «Para mi [Acústica]»                        |          |  |
| 19.                  | «Estoy viva [Acústica]»                     |          |  |

## Gira
Para promocionar el álbum, Alejandra inició una gira llamada "La Guzman 1F Tour", el cual tenía lugares y fechas incluidas en los Estados Unidos como en Los Ángeles, Las Vegas, Houston, Miami y Puerto Rico, así como en casi toda Latinoamérica.

## Posicionamientos
| Listas (2014)                | Posición |
| ---------------------------- | -------- |
| Álbumes mexicanos (AMPROFON) | 1        |